# Грб Гватемале
Грб Гватемале је званични хералдички симбол северноамеричке државе Гватемала. Грб има амблемни облик и употребља се од 1821. године.

## Опис грба
Грб се састоји из:
- венца маслинових гранчица, који обухвата све остале елементе
- птице Квецал
- свитка на коме на пише LIBERTAD 15 DE SEPTIEMBRE DE 1821 (српски: СЛОБОДА 15 СЕПТЕМБАР 1821)
- Две укрштене пушке
- Два укрштена мача

## Симболика
Маслинове гранчице на грбу симболизују мир. Птица Квецал је традиционални јужноамерички симбол слободе. Датум на свитку - 15. септембар 1821. -  представља датум независности централне Америке од Шпаније. Укрштене пушке симболизују спремност Гватемале да се брани, а укрштени мачеви симболизују част.
Грб се налази и у централном пољу заставе Гватемале.